# Stuart Little : La Folle Escapade
Stuart Little : La Folle Escapade (Stuart Little: The Journey Home) est un jeu vidéo de plates-formes développé par Tiertex Design Studios et édité par Activision, sorti en 2001 sur Game Boy Color.
Il est adapté du film du même nom.

## Accueil
- Jeuxvideo.com : 10/20[1]